# اوبرلین (کانزاس)
اوبرلین (به انگلیسی: Oberlin) شهری در ایالت کانزاس کشور ایالات متحده آمریکا است که جمعیت آن در سرشماری سال ۲۰۱۰ میلادی، ۱٬۷۸۸ نفر بوده‌است.